# رودريغو تيو
رودريغو ألفارو تيو فالينزويلا (بالإسبانية: Rodrigo Álvaro Tello Valenzuela)‏ (مواليد 14 أكتوبر 1979 في سانتياغو) لاعب كرة قدم تشيلي يلعب حاليا لصالح نادي بشيكتاش التركي .

## مسيرته الكروية
لعب رودريغو تيو خلال مسيرته الاحترافية مع 7 أندية في تسعة عشر موسمًا وسجل خلالها 35 هدفًا ضمن 384 مباراة. حيث فاز في أربعة مواسم بالكأس وفي أربعة مواسم بالدوري.
خاض رودريغو تيو مسيرته مع نادي أونيفرسيداد دي تشيلي في عامي 1999-2001 ولمدة موسمين، مشاركًا في 53 مباراة سجل خلالها 7 أهداف. ثم انتقل إلى نادي سبورتينغ لشبونة في موسم 2000–01 ليلعب معه سبعة مواسم، حيث شارك في 111 مباراة سجل خلالها 6 أهداف. لينتقل بعدها إلى نادي بشكتاش في موسم 2007–08 واستمر معه طيلة ثلاثة مواسم، مشاركًا في 88 مباراة سجل خلالها 15 هدفًا. ثم انتقل إلى نادي إسكيشهرسبور في موسم 2010–11 ليلعب معه أربعة مواسم، مشاركًا في 79 مباراة سجل خلالها 3 أهداف. هذا وانتقل لاحقًا إلى نادي معمورة العزيز سبور في موسم 2013–14 لمدة موسم واحد، مشاركًا في 14 مباراة سجل خلالها هدفين. ثم انتقل بعدها إلى نادي شانلي أورفا سبور في موسم 2014–15 لمدة موسم واحد، مشاركًا في 29 مباراة سجل خلالها هدفين أيضًا. ليعود وينتقل من جديد، لكن هذه المرة إلى نادي أوداكس إيتاليانو في موسم 2015–16 لمدة موسم واحد، مشاركًا في 10 مباريات ولم يسجل أي هدف.

## روابط خارجية
- رودريغو تيو على موقع الاتحاد الدولي (مؤرشف)  (الإنجليزية)
- رودريغو تيو على موقع اتحاد تركيا (لاعب) (الإنجليزية)
- رودريغو تيو على موقع قاعدة بيانات كرة القدم.إي يو (الإنجليزية)
- رودريغو تيو على موقع ناشيونال فوتبول تيمز (الإنجليزية)
- رودريغو تيو على موقع Soccerway.com (الإنجليزية)
- رودريغو تيو على موقع عالم كرة القدم.نت (الإنجليزية)
- رودريغو تيو على موقع أوليمبيديا (الإنجليزية)
- رودريغو تيو على موقع AS.com (الإسبانية)